# Boughton, Norfolk
Boughton är en civil parish i Storbritannien.   Den ligger i grevskapet Norfolk och riksdelen England, i den sydöstra delen av landet, 130 km norr om huvudstaden London. Antalet invånare är 213. Arean är 5,5 kvadratkilometer.
Terrängen i Boughton är mycket platt.